# Reformierte Kirche Villigen

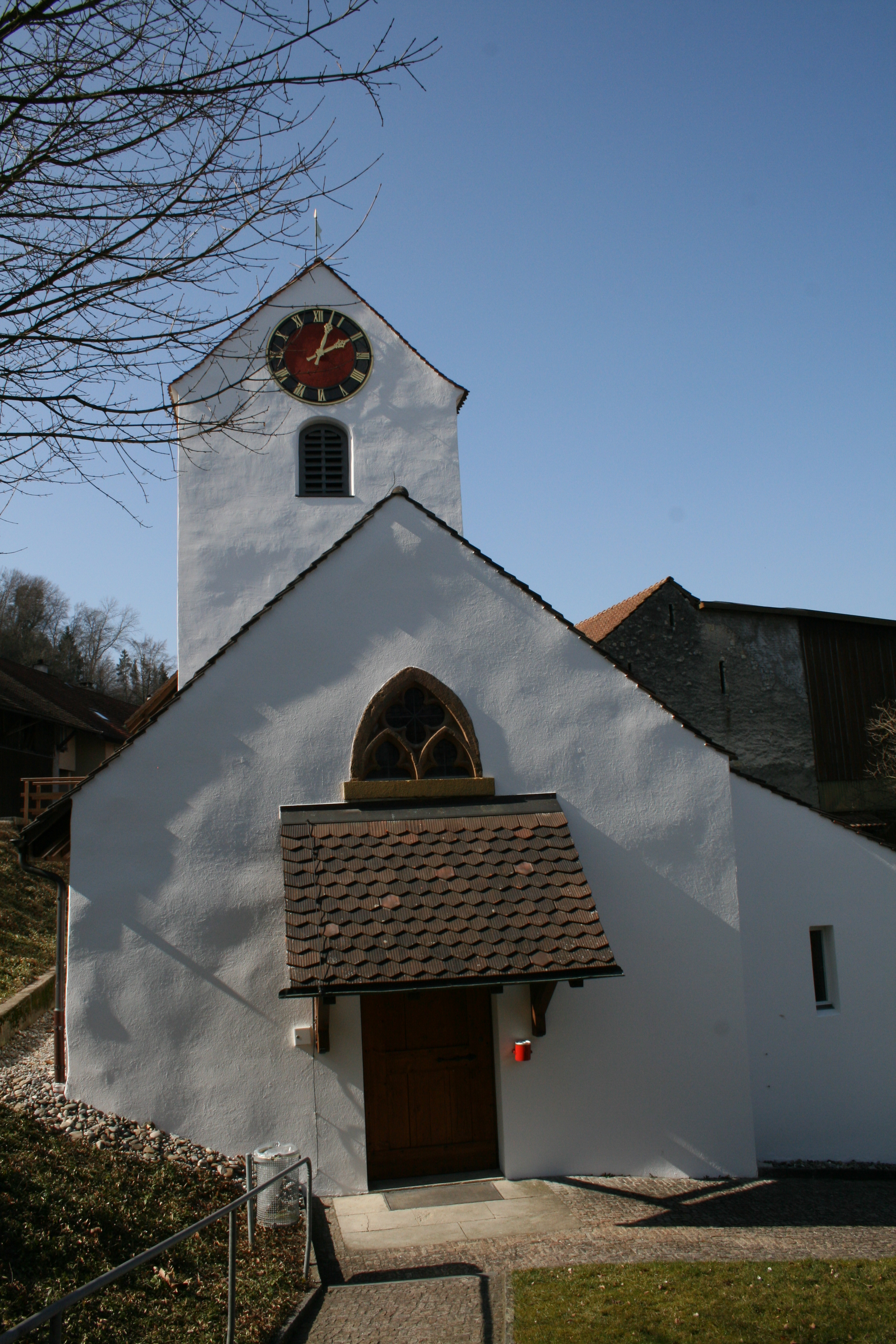
Reformierte Kirche Villigen

Die reformierte Kirche Villigen ist eine der  reformierten Kirchen der evangelisch-reformierten Kirchgemeinde Rein und liegt im aargauischen Villigen in der Schweiz.

## Geschichte
Archäologisch lassen sich die Spuren der Johanneskapelle in Villigen bis in die Zeit der Romanik zurückverfolgen. Urkundlich wird sie 1347 zum ersten Mal erwähnt. Im 16. Jahrhundert wurde an der Westseite ein Kirchturm angebaut. Der Turm ist heute mit zwei Glocken bestückt, deren ältere und grössere von 1665 stammt. Die kleinere Glocke von 1856 wurde wegen eines Risses 1978 durch eine neue ebenso grosse Glocke ersetzt. In den 1960er Jahren wurde zunächst der Turm renoviert und dann das Kirchenschiff umgebaut, sodass die Kirche im Januar 1966 eingeweiht werden konnte. Eine weitere Renovation wurde 1999 durchgeführt. Die Kirche steht heute unter Denkmalschutz.